# Syndactyla
Syndactyla és un gènere d'ocells de la família dels furnàrids (Furnariidae) que agrupa espècies natives de l'Amèrica tropical (Neotròpic), on es distribueixen des de Costa Rica a través d'Amèrica Central i Amèrica del Sud fins al nord d'Argentina.

## Descripció
Són furnàrids de mida mitja, mesurant entre 17,5 i 19 cm de longitud, amb bec recte i curt (o lleugerament corbat cap amunt), a excepció del de Bolívia i el plegafulles bec d'alena, abans inclosos en el gènere Simoxenops, que tenen el bec gros i corbat. El plomatge és estriat per baix encara que el mentó és pàl·lid i sense marques. Tots vocalitzen de forma similar.

## Taxonomia
L'espècie abans denominada Philydor dimidiatum, agrupada en el gènere Philydor, va ser transferida a aquest gènere seguint els estudis de Robbins & Zimmer (2005), i canviant el nom científic per a Syndactyla dimidiata i va ser aprovat en la Proposta N° 198 al Comitè de Classificació de Sud-americà (SAAC). Aquest canvi taxonòmic va ser confirmat posteriorment pels estudis de Derryberry et al. (2011).
Els estudis de Zimmer et al. (2008) van subministrar múltiples evidències per demostrar que la llavors espècie Automolus roraimae, no pertanyia al gènere Automolus i sí a Syndactyla. En la Proposta N° 375 al SACC, es va aprovar la transferència d'A. roraimae a Syndactyla. Aquest canvi taxonòmic va ser confirmat posteriorment pels estudis de Derryberry et al. (2011).
Amb base en estudis de morfologia i vocalització, Robbins & Zimmer (2005) van recomanar la inclusió de les espècies del gènere Simoxenops en el present gènere; posteriorment, els estudis de genètica molecular de Derryberry et al. (2011) van concloure que, efectivament, Simoxenops hi estava embotit. La Proposta N° 528 al SACC, va aprovar la transferència de les llavors espècies Simoxenops ucayalae i S. striatus al present gènere amb els noms científics de Syndactyla ucayalae i S. striata, respectivament.
El nom genèric Syndactyla es compon de les paraules del grec antic «συν sun» que significa “junts”, i «δακτυλος daktulos», “dits”; significant “amb els dits junts”.
Segons la Classificació del Congrés Ornitològic Internacional (versió 14.2, 2024) aquest gènere està format per 8 espècies:
- plegafulles de celles lleonades - (Syndactyla rufosuperciliata).
- plegafulles del Planalto - (Syndactyla dimidiata).
- plegafulles gorjablanc - (Syndactyla roraimae).
- plegafulles ratllat - (Syndactyla subalaris).
- plegafulles collrogenc - (Syndactyla ruficollis).
- plegafulles maculat - (Syndactyla guttulata).
- plegafulles bec d'alena - (Syndactyla ucayalae).
- plegafulles de Bolívia - (Syndactyla striata).